# Milad Mohammadi
Milad Mohammadi (tiếng Ba Tư: میلاد محمدی; sinh ngày 29 tháng 9 năm 1993) là một cầu thủ bóng đá chuyên nghiệp người Iran hiện thi đấu ở vị trí hậu vệ cho câu lạc bộ AEK Athens tại Greek Super League và đội tuyển quốc gia Iran.

## Thống kê sự nghiệp

### Câu lạc bộ
Tính đến ngày 17 tháng 5 năm 2022
| Club          | Season       | League                   | League | League | National Cup | National Cup | Continental | Continental | Other | Other | Total | Total |
| Club          | Season       | Division                 | Apps   | Goals  | Apps         | Goals        | Apps        | Goals       | Apps  | Goals | Apps  | Goals |
| ------------- | ------------ | ------------------------ | ------ | ------ | ------------ | ------------ | ----------- | ----------- | ----- | ----- | ----- | ----- |
| Rah Ahan      | 2014–15      | Persian Gulf Pro League  | 27     | 0      | 1            | 1            | —           | —           | —     | —     | 28    | 1     |
| Rah Ahan      | 2015–16      | Persian Gulf Pro League  | 17     | 0      | 2            | 0            | —           | —           | —     | —     | 19    | 0     |
| Rah Ahan      | Total        | Total                    | 44     | 0      | 3            | 1            | —           | —           | —     | —     | 47    | 1     |
| Akhmat Grozny | 2015–16      | Russian Premier League   | 3      | 0      | 0            | 0            | —           | —           | —     | —     | 3     | 0     |
| Akhmat Grozny | 2016–17      | Russian Premier League   | 24     | 2      | 1            | 0            | —           | —           | —     | —     | 25    | 2     |
| Akhmat Grozny | 2017–18      | Russian Premier League   | 23     | 0      | 1            | 0            | —           | —           | —     | —     | 24    | 0     |
| Akhmat Grozny | 2018–19      | Russian Premier League   | 28     | 1      | 2            | 0            | —           | —           | —     | —     | 30    | 1     |
| Akhmat Grozny | Total        | Total                    | 78     | 3      | 4            | 0            | —           | —           | —     | —     | 82    | 3     |
| Gent          | 2019–20      | Belgian First Division A | 18     | 1      | 2            | 0            | 4           | 0           | —     | —     | 24    | 1     |
| Gent          | 2020–21      | Belgian First Division A | 29     | 1      | 3            | 0            | 6           | 0           | 3     | 0     | 41    | 1     |
| Gent          | Total        | Total                    | 47     | 2      | 5            | 0            | 10          | 0           | 3     | 0     | 65    | 2     |
| AEK Athens    | 2021–22      | Superleague Greece       | 25     | 0      | 3            | 0            | —           | —           | —     | —     | 28    | 0     |
| Career total  | Career total | Career total             | 194    | 5      | 15           | 1            | 10          | 0           | 3     | 0     | 222   | 6     |

### Quốc tế
Tính đến ngày 7 tháng 2 năm 2024
| Iran | Iran | Iran |
| Năm  | Trận | Bàn  |
| ---- | ---- | ---- |
| 2015 | 2    | 0    |
| 2016 | 6    | 0    |
| 2017 | 6    | 0    |
| 2018 | 10   | 0    |
| 2019 | 10   | 0    |
| 2020 | 2    | 0    |
| 2021 | 7    | 1    |
| 2022 | 5    | 0    |
| 2023 | 4    | 0    |
| 2024 | 5    | 0    |
| Tổng | 57   | 1    |

| #  | Ngày                | Địa điểm                                      | Đối thủ   | Bàn thắng | Kết quả | Giải đấu                 |
| -- | ------------------- | --------------------------------------------- | --------- | --------- | ------- | ------------------------ |
| 1. | 11 tháng 6 năm 2021 | Sân vận động Quốc gia Bahrain, Riffa, Bahrain | Campuchia | 5–0       | 10–0    | Vòng loại World Cup 2022 |